# جائزة ألمانيا الكبرى 1978
جائزة ألمانيا الكبرى 1978 هو سباق فورمولا 1 أقيم بتاريخ 30 يوليو 1978 في حلبة هوكنهايم. كان الحادي عشر من أصل 16 في بطولة العالم لسباقات الفورمولا واحد موسم 1978. حلّ الأمريكي ماريو أندريتي أولا بينما جاء الجنوب أفريقي جودي شيكتر في المركز الثاني وحصل على المركز الثالث الفرنسي جاك لافيت.